# Tipula (Eumicrotipula) olssoniana
Tipula (Eumicrotipula) olssoniana is een tweevleugelige uit de familie langpootmuggen (Tipulidae). De soort komt voor in het Neotropisch gebied.